# Mayu Matsumoto
Mayu Matsumoto (jap. 松本 麻佑, Matsumoto Mayu; * 7. August 1995 in Sapporo) ist eine japanische Badmintonspielerin. 

## Karriere
Mayu Matsumoto startete 2013 bei den Junioren-Badmintonasienmeisterschaften. 2014 folgten erste Turniererfolge bei den Erwachsenen, wobei sie den Smiling Fish 2014 und die Indonesia International 2014 gewinnen konnte. Weitere Starts folgten bei den Chinese Taipei Open 2014 und den Russia Open 2014.